# Obscene Crisis
Obscene Crisis ist eine kanadische Grindcore- und Deathgrind-Band aus Quebec, die mit Unterbrechungen seit 1992 aktiv ist.

## Geschichte
Die Band wurde 1992 von den Gitarristen Stéphane Côté und seinem Bruder Jean-Pierre Côté gegründet. 1994 folgte ein erstes Demo mit sechs Liedern unter dem Namen Modern Hypocrisy. Im selben Jahr verließ der Bassist Yan Thiel die Besetzung und gründete Neuraxis. Der Schlagzeuger Martin Auger, ein weiteres Gründungsmitglied, trat später ebenfalls Neuraxis bei. 1995 folgte das selbstfinanzierte Debütalbum Silence of the Mind, das von dem Gitarristen Pierre Rémillard produziert, und von dem Sänger Eric Fiset, den Côté-Geschwistern an den E-Gitarren, dem Bassisten Chrystian Boyer und dem Schlagzeuger Stephane Chartrand aufgenommen worden war. Im Anschluss wurde Boyer durch Martin Riendeau ersetzt, ehe es 1997 zur Auflösung kam. 2003 wurde die Gruppe in neuer Besetzung wiederbelebt, da nun Yan Chamberland als Schlagzeuger in der Band vertreten war. Die Band zerfiel jedoch 2004 ohne eine weitere Veröffentlichung. Seit 2007 ist die Band erneut aktiv.

## Stil
Eduardo Rivadavia von Allmusic ordnete die Band dem Grindcore zu. Auch Joel McIver bezeichnete die Band in seinem Buch Extreme Metal als Grindcore-Gruppe und merkte eine klangliche Gemeinsamkeit zu Obliveon an. Bei rockdetector.com wurde die Gruppe hingegen dem Deathgrind zugeordnet.

## Diskografie
- 1994: Modern Hypocrisy (Demo, Eigenveröffentlichung)
- 1995: Silence of the Mind (Album, Eigenveröffentlichung)